# Благодатне (Бахмутський район)
Благода́тне — село Соледарської міської громади Бахмутського району Донецької області в Україні.

## Населення
За переписом населення 2001 року в селі мешкало 137 осіб.

### Мова
Розподіл населення за рідною мовою за даними перепису 2001 року:
| Мова       | Відсоток |
| ---------- | -------- |
| українська | 70,80 %  |
| російська  | 15,33 %  |
| вірменська | 13,87 %  |

## Повномасштабне вторгнення Росії в Україну
Станом на 11 червня 2023 року ЗСУ не звільнили Благодатне від окупаційних військ Росії. Але через схожість назв подію звільнення населеного пункту часто-густо плутають зі звільненням села  Благодатне (Великоновосілківська селищна громада), що в Волноваському районі. .